# Vuelta a España 1970
Die 25. Vuelta a España fand vom 23. April bis 12. Mai 1970 statt und begann bzw. endete mit einem Einzelzeitfahren. Die Vuelta startete in Cádiz, Andalusien und endete nach 3568 km in Bilbao, Baskenland. Es gab keinen Ruhetag. Sieger der Gesamtwertung wurde Luis Ocaña vor Agustín Tamames und Herman Van Springel.

## Teilnehmende Teams
| Profi-Radsportteams (11)- Peugeot-BP-Michelin - La Casera-Peña Bahamontes - Willem II-Gazelle - BiC - Werner - Hertekamp-Magniflex - Fagor-Mercier-Hutchinson - Karpy-Licor - Germanvox-Wega - Kas-Kaskol - Dr. Mann-Grundig |
| |

## Etappen
| Etappe | Datum     | Strecke                           | Distanz | Sieger                 | Gesamtführender  |
| ------ | --------- | --------------------------------- | ------- | ---------------------- | ---------------- |
| Prol.  | 23. April | Cádiz > Cádiz (EZF)               | 6 km    | Luis Ocaña             | Luis Ocaña       |
| 1.     | 24. April | Cádiz > Jerez de la Frontera      | 170 km  | Eddy Peelman           | René Pijnen      |
| 2.     | 25. April | Jerez de la Frontera > Fuengirola | 217 km  | Julián Cuevas          | René Pijnen      |
| 3.     | 26. April | Fuengirola > Almería              | 249 km  | Guido Reybrouck        | René Pijnen      |
| 4.     | 27. April | Almería > Lorca                   | 161 km  | Jean Ronsmans          | Domingo Perurena |
| 5.     | 28. April | Lorca > Calp                      | 209 km  | Luis Pedro Santamarina | René Pijnen      |
| 6.     | 29. April | Calp > Borriana                   | 198 km  | Eddy Peelman           | René Pijnen      |
| 7.     | 30. April | Borriana > Tarragona              | 201 km  | Guido Reybrouck        | René Pijnen      |
| 8.a    | 1. Mai    | Tarragona > Barcelona             | 100 km  | Ramón Sáez             | René Pijnen      |
| 8.b    | 1. Mai    | Barcelona > Barcelona             | 48 km   | Guido Reybrouck        | René Pijnen      |
| 9.     | 2. Mai    | Barcelona > Igualada              | 189 km  | Agustín Tamames        | Luis Ocaña       |
| 10.    | 3. Mai    | Igualada > Saragossa              | 237 km  | Anatole Novak          | Luis Ocaña       |
| 11.    | 4. Mai    | Saragossa > Calatayud             | 118 km  | Marinus Wagtmans       | Luis Ocaña       |
| 12.    | 5. Mai    | Calatayud > Madrid                | 204 km  | Johny Schleck          | Luis Ocaña       |
| 13.    | 6. Mai    | Madrid > Soria                    | 221 km  | Marinus Wagtmans       | Agustín Tamames  |
| 14.    | 7. Mai    | Soria > Valladolid                | 238 km  | Jan Serpenti           | Agustín Tamames  |
| 15.    | 8. Mai    | Valladolid > Burgos               | 134 km  | Ramón Sáez             | Agustín Tamames  |
| 16.    | 9. Mai    | Burgos > Santander                | 179 km  | Roger Rosiers          | Agustín Tamames  |
| 17.    | 10. Mai   | Santander > Vitoria               | 191 km  | Willy In ’t Ven        | Agustín Tamames  |
| 18.    | 11. Mai   | Vitoria > San Sebastián           | 157 km  | José María Errandonea  | Agustín Tamames  |
| 19.a   | 12. Mai   | San Sebastián > Laudio            | 104 km  | Jos van der Vleuten    | Agustín Tamames  |
| 19.b   | 12. Mai   | Laudio > Bilbao (EZF)             | 29 km   | Luis Ocaña             | Luis Ocaña       |
| Totale | Totale    | Totale                            | 3568    |                        |                  |

## Endergebnisse
| \| Gesamtwertung \| Gesamtwertung \| Gesamtwertung \| Gesamtwertung \| Gesamtwertung \| \| Fahrer \| Fahrer \| Land \| Team \| Zeit \| \| ------------- \| ----------------------- \| ------------- \| ------------------------- \| ---------------- \| \| 1. \| Luis Ocaña \| Spanien \| BiC \| 89 h 57 min 12 s \| \| 2. \| Agustín Tamames \| Spanien \| Werner \| + 1 min 18 s \| \| 3. \| Herman Van Springel \| Belgien \| Dr. Mann-Grundig \| + 1 min 27 s \| \| 4. \| Jesús Manzaneque \| Spanien \| Werner \| + 1 min 27 s \| \| 5. \| Willy In ’t Ven \| Belgien \| Dr. Mann-Grundig \| + 2 min 00 s \| \| 6. \| Francisco Galdós \| Spanien \| Kas-Kaskol \| + 3 min 07 s \| \| 7. \| Miguel María Lasa \| Spanien \| La Casera-Peña Bahamontes \| + 3 min 09 s \| \| 8. \| Joaquín Galera \| Spanien \| La Casera-Peña Bahamontes \| + 3 min 15 s \| \| 9. \| Luis Pedro Santamarina \| Spanien \| Werner \| + 3 min 50 s \| \| 10. \| Juan Manuel Santisteban \| Spanien \| Karpy-Licor \| + 4 min 15 s \| |                         |         |                           |                  |
| |                         |         |                           |                  |
| |                         |         |                           |                  |
| Gesamtwertung |                         |         |                           |                  |
| Fahrer | Fahrer                  | Land    | Team                      | Zeit             |
| 1. | Luis Ocaña              | Spanien | BiC                       | 89 h 57 min 12 s |
| 2. | Agustín Tamames         | Spanien | Werner                    | + 1 min 18 s     |
| 3. | Herman Van Springel     | Belgien | Dr. Mann-Grundig          | + 1 min 27 s     |
| 4. | Jesús Manzaneque        | Spanien | Werner                    | + 1 min 27 s     |
| 5. | Willy In ’t Ven         | Belgien | Dr. Mann-Grundig          | + 2 min 00 s     |
| 6. | Francisco Galdós        | Spanien | Kas-Kaskol                | + 3 min 07 s     |
| 7. | Miguel María Lasa       | Spanien | La Casera-Peña Bahamontes | + 3 min 09 s     |
| 8. | Joaquín Galera          | Spanien | La Casera-Peña Bahamontes | + 3 min 15 s     |
| 9. | Luis Pedro Santamarina  | Spanien | Werner                    | + 3 min 50 s     |
| 10. | Juan Manuel Santisteban | Spanien | Karpy-Licor               | + 4 min 15 s     |

| Punktewertung | Punktewertung    | Punktewertung | Punktewertung       | Punktewertung |
| Fahrer        | Fahrer           | Land          | Team                | Punkte        |
| ------------- | ---------------- | ------------- | ------------------- | ------------- |
| 1.            | Guido Reybrouck  | Belgien       | Germanvox-Wega      | 199 P.        |
| 2.            | Jean Ronsmans    | Belgien       | Hertekamp-Magniflex | 197 P.        |
| 3.            | Ramón Sáez Marzo | Spanien       | Werner              | 172 P.        |

| Bergwertung | Bergwertung     | Bergwertung | Bergwertung               | Bergwertung |
| Fahrer      | Fahrer          | Land        | Team                      | Punkte      |
| ----------- | --------------- | ----------- | ------------------------- | ----------- |
| 1.          | Agustín Tamames | Spanien     | Werner                    | 69 P.       |
| 2.          | Ventura Díaz    | Spanien     | Werner                    | 50 P.       |
| 3.          | Joaquín Galera  | Spanien     | La Casera-Peña Bahamontes | 47 P.       |

| Sprintwertung | Sprintwertung     | Sprintwertung | Sprintwertung             | Sprintwertung |
| Fahrer        | Fahrer            | Land          | Team                      | Punkte        |
| ------------- | ----------------- | ------------- | ------------------------- | ------------- |
| 1.            | Miguel María Lasa | Spanien       | La Casera-Peña Bahamontes | 9 P.          |

| Nachwuchswertung | Nachwuchswertung   | Nachwuchswertung | Nachwuchswertung | Nachwuchswertung |
| Fahrer           | Fahrer             | Land             | Team             | Zeit             |
| ---------------- | ------------------ | ---------------- | ---------------- | ---------------- |
| 1.               | José Manuel Fuente | Spanien          | Karpy-Licor      | 90 h 02 min 35 s |

| Mannschaftswertung | Mannschaftswertung | Mannschaftswertung | Mannschaftswertung |
| Team               | Team               | Land               | Zeit               |
| ------------------ | ------------------ | ------------------ | ------------------ |
| 1.                 | Werner             | Spanien            | 269 h 58 min 11 s  |